# Аксёновка (Пензенская область)
Аксёновка — деревня в Вадинском районе Пензенской области России. Входит в состав Ягановского сельсовета.

## География
Деревня находится в северо-западной части Пензенской области, в пределах восточной окраины Окско-Донской низменности, в лесостепной зоне, на расстоянии примерно 18 километров (по прямой) к юго-востоку от села Вадинска, административного центра района. Абсолютная высота — 188 метров над уровнем моря.
Климат
Климат характеризуется как умеренно континентальный. Средняя температура воздуха самого холодного месяца (января) составляет −11,5 °C (абсолютный минимум — −44 °С); самого тёплого месяца (июля) — 19,5 °C (абсолютный максимум — 38 °С). Продолжительность безморозного периода составляет 133 дня. Годовое количество атмосферных осадков — 467 мм. Снежный покров держится в среднем 141 день.

## История
Основана в начале XVIII века однодворцами. В 1782 году показано как селение Верхнеломовского уезда. Имелось 66 дворов и 1850 десятин всех угодий. По данным 1806 года в деревне Бояркина, Аксеновка тож, насчитывалось 30 окладных душ однодворцев. В 1894 году действовала школа грамоты.
По состоянию на 1911 год в деревне, относившейся Котельской волости Керенского уезда, имелись: восемь крестьянских обществ, 158 дворов, церковно-приходская школа, ветряная мельница, три кирпичных сарая, три лавки и имение Логвинова. Население Аксёновки того периода составляло 1039 человек. По данным 1955 года в деревне располагалась бригада колхоза «Путь Ленина».

## Население
| 2010 |
| ---- |
| 23   |

Половой состав
По данным Всероссийской переписи населения 2010 года в гендерной структуре населения мужчины составляли 34,8 %, женщины — соответственно 65,2 %.
Национальный состав
Согласно результатам переписи 2002 года, в национальной структуре населения русские составляли 100 % из 49 чел.

## Улицы
Уличная сеть деревни состоит из четырёх улиц.